# Amphiprion leucokranos
Amphiprion leucokranos là một loài cá hề thuộc chi Amphiprion trong họ Cá thia, nhiều khả năng là có nguồn gốc từ việc lai tạp giữa hai loài trong tự nhiên. Loài này được mô tả lần đầu tiên vào năm 1973. 

## Tình trạng phân loại
Những kết quả nghiên cứu gần đây cho thấy, A. leucokranos nhiều khả năng là một giống lai giữa hai loài cá hề khác, với cặp cá bố mẹ được cho là Amphiprion chrysopterus và Amphiprion sandaracinos, trong đó A. chrysopterus, loài có kích thước lớn hơn luôn giữ vai trò là cá mẹ.
Bởi vì chỉ là một giống lai nên A. leucokranos thường không được xem là một loài hợp lệ đối với nhiều nhà khoa học. Một số nhà khoa học khác vẫn công nhận tính hợp lệ của A. leucokranos, như Santini và Polacco vì họ đã nhìn thấy các cặp A. leucokranos sinh sản với nhau, tuy nhiên Gainsford và các đồng nghiệp lại cho biết, có nhiều trường hợp lai ngược dòng xảy ra giữa A. leucokranos với hai quần thể A. chrysopterus và A. sandaracinos.
Amphiprion thiellei, một loài cũng được cho là có nguồn gốc lai tạp giữa A. chrysopterus và A. sandaracinos. Nếu A. leucokranos được công nhận là một loài hợp lệ, thì A. thiellei sẽ là danh pháp đồng nghĩa của A. leucokranos.

## Từ nguyên
Từ định danh được ghép bởi hai tính từ trong tiếng Hy Lạp cổ đại: leuco (leukós, "trắng") và kranos (krános, "mũ, nón"), hàm ý đề cập đến vệt trắng đặc trưng ở trên trán của loài cá này.

## Phạm vi phân bố và môi trường sống
A. leucokranos được ghi nhận ở vùng biển phía tây bắc Papua New Guinea (bao gồm đảo Manus và New Britain) và quần đảo Solomon, là nơi mà phạm vi của hai loài A. chrysopterus và A. sandaracinos chồng lấn lên nhau.
A. leucokranos sinh sống gần các rạn san hô viền bờ và trong đầm phá ở độ sâu đến ít nhất là 12 m. A. leucokranos sống cộng sinh với ba loài hải quỳ, là Heteractis crispa, Heteractis magnifica và Stichodactyla mertensii.

## Mô tả
A. leucokranos có chiều dài cơ thể tối đa được ghi nhận là 12 cm. A. leucokranos có màu cam đến màu nâu sáng với một vệt trắng hình giọt nước trên đỉnh đầu và một vệt trắng khác ở mỗi bên đầu. Những vệt trắng ở hai bên đầu có thể có hoặc không nối liền với vệt trắng ở đỉnh đầu.
Số gai ở vây lưng: 9; Số tia vây ở vây lưng: 18–19; Số gai ở vây hậu môn: 2; Số tia vây ở vây hậu môn: 13–14.

## Sinh thái học
Cũng như những loài cá hề khác, A. leucokranos là một loài lưỡng tính tiền nam (cá cái trưởng thành đều phải trải qua giai đoạn là cá đực) nên cá đực thường có kích thước nhỏ hơn cá cái. Một con cá cái sẽ sống thành nhóm cùng với một con đực lớn (đảm nhận chức năng sinh sản) và nhiều con non nhỏ hơn. Trứng được cá đực lớn bảo vệ và chăm sóc đến khi chúng nở.